# Parigi-Tours 1999
La Parigi-Tours 1999, novantatreesima edizione della corsa e valevole come prova della Coppa del mondo 1999, si svolse il 3 ottobre 1999, per un percorso totale di 254,5 km. Fu vinta dal belga Marc Wauters, al traguardo con il tempo di 6h09'54" alla media di 41,281 km/h.
Partenza a Saint Arnould les Yvelines con 187 ciclisti di cui 99 portarono a termine il percorso.

## Squadre e corridori partecipanti
| N.      | Cod. | Squadra               |
| ------- | ---- | --------------------- |
| 1-8     | LOT  | Lotto-Mobistar        |
| 11-18   | MAP  | Mapei-Quick Step      |
| 21-28   | RAB  | Rabobank              |
| 31-38   | LAM  | Lampre-Daikin         |
| 41-48   | PLT  | Team Polti            |
| 51-58   | FDJ  | Française des Jeux    |
| 61-68   | MER  | Mercatone Uno-Bianchi |
| 71-78   | TVM  | TVM-Farm Frites       |
| 81-88   | SAE  | Saeco-Cannondale      |
| 91-98   | USP  | US Postal Service     |
| 101-108 | TEL  | Team Deutsche Telekom |
| 111-118 | BAL  | Ballan-Alessio        |
| 121-128 | RIS  | Riso Scotti-Vinavil   |

| N.      | Cod. | Squadra                               |
| ------- | ---- | ------------------------------------- |
| 131-138 | COF  | Cofidis, le Crédit par Téléphone      |
| 141-148 | FES  | Festina-Lotus                         |
| 151-158 | CSO  | Casino-Ag2r                           |
| 161-168 | VIN  | Vini Caldirola-Sidermec               |
| 171-178 | C.A  | Crédit Agricole                       |
| 181-188 | CTA  | Cantina Tollo-Alexia Alluminio Italia |
| 191-198 | JAC  | Team Home-Jack & Jones                |
| 201-208 | KEL  | Kelme-Costa Blanca                    |
| 211-218 | VIT  | Vitalicio Seguros                     |
| 221-228 | BIG  | BigMat-Auber 93                       |
| 231-238 | HOM  | Home Market-Ville de Charleroi        |
| 241-248 | VLA  | Vlaanderen 2002-Eddy Merckx           |

## Ordine d'arrivo (Top 10)
| Pos. | Corridore        | Squadra        | Tempo    |
| ---- | ---------------- | -------------- | -------- |
| 1    | Marc Wauters     | Rabobank       | 6h09'54" |
| 2    | Gianni Faresin   | Mapei          | a 10"    |
| 3    | Jaan Kirsipuu    | Casino         | a 14"    |
| 4    | Fabrizio Guidi   | Team Polti     | s.t.     |
| 5    | Marco Serpellini | Lampre-Daikin  | s.t.     |
| 6    | Ludovic Capelle  | Home Market    | s.t.     |
| 7    | Fabio Baldato    | Ballan-Alessio | s.t.     |
| 8    | Léon van Bon     | Rabobank       | s.t.     |
| 9    | Andrej Čmil      | Lotto-Mobistar | s.t.     |
| 10   | Aart Vierhouten  | Rabobank       | s.t.     |